# Ebrahim Mirzapour
Ebrahim Mirzapour, ابراهیم میرزاپور på persiska, född 16 september 1978 i Khorramabad, Iran, är en iransk före detta fotbollsspelare.
Han debuterade i det iranska landslaget år 2000 och spelade 71 landskamper innan han slutade i landslaget 2008. Under kvalet till VM 2006 var Mirzapour förstamålvakt.